# Pirin
Pirin (bolgarsko Пирин) je gorski masiv v jugozahodni Bolgariji. Njegov najvišji vrh je Vihren na nadmorski višini 2914 m, ki je (za Musalo) tudi drugi najvišji v Bolgariji in za Olimpom tretji na Balkanu. Ena od hipotez je, da je gorovje dobilo ime po Perunu, najvišjem bogu slovanskega panteona in bogu groma in strele. Druga različica je, da etimologija območja izhaja iz tračanske besede Perintos, kar pomeni 'Skalna gora'.
Gorovje je široko približno 40 km in se razprostira približno 80 km od severozahoda proti jugovzhodu. Površina gorovja je okoli 2585 km². Na severu je Pirin ločen od najvišjega bolgarskega gorstva Rila s sedlom Predel, na jugu pa sega do gore Slavjanka. Na zahodu gorovja je dolina reke Struma, proti vzhodu pa ga dolina reke Mesta ločuje od gorovja Rodopi. V Pirinu je več kot sto ledeniških jezer in tudi dom dveh najbolj južnih ledenikov v Evropi; Snežnik in Banski Suhodol. Severni del območja, ki je tudi najvišji del gorovja, je zaščiteno kot Pirinski narodni park, ki je bil razglašen za Unescovo svetovno dediščino leta 1983. Pirin je znan po svoji bogati flori in favni, pa tudi po številnih reliktnih vrstah. Velik del območja je gozdnat, z enimi najbolj ohranjenimi iglastimi gozdovi v Bolgariji, kjer najdemo nekaj najpomembnejših balkanskih endemičnih vrst, kot so balkanski bor (Pinus peuce), munika (Pinus heldreichii) in jelka Abies borisii-regis. Med živalmi najdemo številne dobro ohranjene vrste, kot so rjavi medved, volk, divja mačka, kuna zlatica, divja svinja, jelenjad, srne, divje koze, itd.
Zaradi ugodnih naravnih pogojev in raznolike zgodovinske dediščine je Pirin pomembna turistična destinacija. Mesto Bansko, ki leži na severovzhodnih pobočjih gore, je postalo glavno smučarsko in zimsko športno središče na Balkanu. Številna naselja v vznožju Pirina imajo mineralni izvir in so zdravilišča - Banja, Dobrinište, Goce Delčev, Sandanski, itd. Melnik ob jugozahodnem vznožju gore je najmanjše mesto v Bolgariji in je arhitekturni rezervat. Nekaj kilometrov od mesta so Melniške piramide in samostan Rožen.

## Geografija
Pirin leži v jugozahodni Bolgariji, kot del masiva Rila – Rodopi. Na severu ga sedlo Predel in gorski prelaz na 1140 m nadmorske višine ločuje od gorskega masiva Rila. Na vzhodu Pirin meji na dolino Razlog, dolino reke Meste in sotesko Momina Klisura, ki ga ločuje od Rodopov. Južno sedlo Paril (1170 m) ga loči od gorovja Slavjanka. Na zahodu Pirin sega v dolino reke Struma, vključno s Kresno sotesko in dolino Sandansko-Petriča, ki služita ločitvi od gora Vlahine, Maleševa in Ogražden naprej proti zahodu.
Glavni orografski greben se razprostira od severozahoda proti jugovzhodu. Pirin se razprostira na površini 2585 km² s povprečno nadmorsko višino 1033 m. Najdaljša dolžina med sedloma Paril in Predel je 80 km; največja širina je 40 km. Z nadmorsko višino 2914 m je Pirin drugo najvišje gorsko območje v Bolgariji za Rilo (2925 m) in osmo najvišje v Evropi za Kavkazom, Alpami, Sierro Nevado, Pireneji, Etno, prej omenjenim masivom Rila in Olimpom.

### Enote
Geološko in morfološko je Pirin razdeljen na tri dele: severni, centralni in južni, ki se močno razlikujejo po velikosti in nadmorski višini. Severni Pirin je najobsežnejši in najbolj gorski del gorovja. Zavzema 74 % celotnega masiva, saj je dolg približno 42 km in sega od prelaza Predel na severu do sedla Todorova poljana (1883 m) na jugu. Je najpogosteje obiskan del gore, edini ima alpski videz, v katerem so številna ledeniška jezera, koče in zavetišča. Severni Pirin je razdeljen na dve coni s sedlom Kabata ter dolinama rek Banderice in Vlahinske. Severno cono sestavlja strm marmornat greben Vihren s tremi najvišjimi vrhovi v območju: Vihren (2914 m), Kutelo (2908 m) in Banski Suhodol (2884 m).Marmornat greben je ozek in zelo strm, na grebenu Končeto (2810 m) doseže širino le 0,5 m. Južna cona je bolj masivna in je sestavljena predvsem iz granitnih grebenov, vključno s Pirinovim četrtim najvišjim vrhom Poležan z 2851 m. Južna cona ima tudi marmornate grebene, kot je greben Sinanica z istoimenskim vrhom (2516 m). Severni del Pirina skupaj vključuje dva vrhova z nadmorsko višino nad 2900 m, sedem nad 2800 m, 13 nad 2700 m in 60 nad 2500 m.
Centralni Pirin se razprostira med sedlom Todorova poljana in sedlom Popovi Livadi. Je najmanjši in najkrajši od treh delov in pokriva le 7 % Pirinove celotne površine. Sestavljen je iz kristalinskih skrilavcev in granita ter iz marmornatega apnenca na jugu. Zaradi kraškega reliefa ni jezer; reke, ki izvirajo v centralnem Pirinu, so kratke in z malo vode. V veliki meri ga pokrivajo listavci. Najvišji vrh je Orelyak (2099 m), ostali vrhovi pa pod 2000 m. 
Južni Pirin se razteza od sedla Popovi Livadi do sedla Paril in je najnižji in najmanj razgiban del. Najvišji vrh je Ušite z 1978 m, čeprav je Sveštenik (1975 m) dolgo veljal za najvišji vrh. Predstavlja 19 % ozemlja gorovja. Kljub značilnim razmeroma ravnim grebenom so njegova pobočja strma. Južni Pirin je sestavljen iz granita z marmornatim apnencem na obrobju. Manjka ledeniških oblik in je poraščen z gozdovi. Kot Centralni Pirin so tudi tu izviri kratki in z nizkim pretokom vode.

## Geologija, relief in vrhovi
Geološko je Pirin horst (s prelomi omejen dvignjeni del Zemljine skorje), ki tvori masivno antiklinalo med kompleksnimi grabni, dolinami rek Strume in Meste, ki jih tvorijo metamorfne kamnine – gnajs, biotit in kristalinski skrilavec, amfibolit, kvarcit in marmor. Granitne kamnine pokrivajo 62 % površine pogorja. Tektonika Pirina je predvsem rezultat predkambrijskih, hercinskih, alpskih in tektonskih gibanj in dogodkov. Njegovo dviganje se je spreminjalo z dolgimi obdobji mirovanja. Kot rezultat aktiviranja starodavnih prelomov Strume in Meste med neogenom in kvartarjem, se je Pirin dvignil kot ogromen horst.
Sodobni relief Pirina se je izoblikoval v pleistocenu, ko je bilo gorovje podvrženo alpskim ledenikom, povezanim z globalnim hlajenjem. To poledenitev je potekala vzporedno z Alpami. Proces so tvorili koničasti piramidalni vrhovi, dolga dolina v obliki črke U, krnice, polja morene in navpični klifi, ki so značilni za Pirinov sodobni videz. Te oblike so najbolj vidne na severovzhodnih grebenih gorovja. Nekatere stranske morene lahko dosežejo višine več kot 1100 m. Spodnja črta ledenikov je bila na 2200–2300 m. relief Pirina tvorijo tudi kraške oblike s ponori, vrtačami, jamami, itd.
Glavni Pirinov greben je jasno ločen; prične se v Rili in prehaja preko sedla Predel, vse do sedla Paril. Ločene manjše grebene povezujejo v en sistem najvišji vrhovi. Čeprav se zelo vije, je njegova glavna smer od severozahoda do jugovzhoda, poleg tega pa je tudi povodje med rekama Struma in Mesta. Veliko je ostrogov, štirje pa so tako veliki, da ustvarjajo videz gore: Sinaniško, Todorino, Poležansko in Kameniško. 
Nad 2900 m sta dva vrhova, Vihren in Kutelo; sedem nad 2800 m; 13 nad 2700 m; 32 nad 2600 m in 60 nad 2500 m. Najvišji granitni vrh je Banderiški Čukar (2732 m). Nekateri najvišji vrhovi so:
- Vihren, 2914 m
- Kutelo, 2908 m
- Banski Suhodol, 2884 m
- Poležan, 2851 m
- Kamenica, 2822 m
- Malak Poležan, 2822 m
- Bayuvi Dupki, 2820 m
- Jalovarnika, 2763 m
- Kajmakčal, 2763 m
- Gazej, 2761 m
- Todorka, 2746 m
- Banderiški Čukar, 2732 m
- Džengal, 2730 m
- Momin Dvor, 2723 m
- Malka Todorka, 2712 m
- Čengelčal, 2709 m
- Disilica, 2700 m
- Kameniška Kukla, 2690 m
- Zabat, 2688 m
- Kuklite, 2686 m
- Bašlijski Čukar, 2683 m
- Kralev Dvor, 2680 m
- Muratov Vrah, 2669 m
- Džano, 2668 m
- Bezbog, 2645 m
- Hvojnati Vrah, 2635 m
- Sivria, 2591 m
- Sinanica, 2516 m

Najbolj prepoznavna kamninska tvorba v gorskem območju so Melniške zemeljske piramide, ki so v jugozahodnem delu Pirina v bližini istoimenskega naselja. So na nadmorski višini med 350 in 850 m in so sestavljene iz peščenjaka in konglomeratov iz neogena in kvartarnih obdobij.  Piramide so nastale kot posledica erozije, saj je reka Melniška in njeni pritoki vdrla v hribe, tvorila piramidne oblike, pomembne estetske vrednosti, ki dosegajo višino 100 m. Ta proces se je začel pred 4–5 milijoni let in še vedno traja. Kombinacija bledih pliocenskih peščenjakov in rdečih kvartarnih konglomeratov določa rumenkasto in rdečkasto barvno paleto in raznolike oblike. Zemeljske piramide v Melniku predstavljajo poseben in edinstven mikro habitat z visoko ohranjeno vrednostjo in so bile leta 1960 zaščitene kot naravna znamenitost.
Podobne skalne formacije najdemo še severneje ob pobočju Pirina, ki je obrnjeno proti dolini Struma v bližini mesta Kresna.

## Podnebje
Pirin leži v celinskem mediteranskem podnebnem območju in v višji delih je zaradi nadmorske višine alpsko podnebje. Na podnebje vplivajo sredozemski cikloni predvsem pozno jeseni in pozimi, ki prinašajo pogoste in močne padavine, poleti pa Azorski anticiklon, zaradi česar so poletni meseci vroči in suhi. Relief ima ključni vpliv na podnebje. Pirin ima tri višinske podnebne cone - nizko med 600 in 1000 m, srednje med 1000 in 1800 m in visoko nad 1800 m. Na območje nizke višine močno vpliva mediteransko podnebje, vpliv je bolj izrazit na zahodnih pobočjih, ki so obrnjeni proti dolini Strume, kot na vzhodnih pobočjih vzdolž doline Mesta. Za visoko višinsko območje so značilne nizke temperature, nizke temperaturne amplitude, veliko oblačnih dni, trajna in debela snežna odeja, močan veter in intenzivno sončno sevanje.
Zime so hladne in dolge, poletja pa hladna in kratka. Temperatura se znižujejo z nadmorsko višino, kar je bolj vidno poleti. Povprečna letna temperatura je okoli 9–10 ° C v nizki, 5–7 ° C v sredini in 2–3 ° C na visoki nadmorski višini. Najhladnejši mesec je januar s povprečno temperaturo med –5 in –2 ° C. Najbolj vroč mesec je julij s povprečno temperaturo 20 ° C na 1600 m in 15 ° C na 2000 m. Temperaturne inverzije, to je zvišanje temperature z višino, opazimo v 75 % zimskih dni. .
Letna količina padavin v Pirinu je 600–700 mm v spodnjih območjih in 1000–1200 mm v višjih.  Padavine se pojavljajo večinoma pozimi in spomladi, poletje pa je najbolj sušno obdobje. Vlažnost zraka je avgusta 60–75 %, decembra pa 80–85 %. Pozimi so padavine pretežno snežne in se gibljejo od 70 do 90 % na nižji višini do 100 % na višjih. Povprečno število dni s snežno odejo se giblje med 20–30 in 120–160. Najvišja debelina snežne odeje v februarju doseže 40–60 cm na 1000–1800 m in marca 160–180 cm nad 1800 m (na Vihrenu 190 cm). Ponekod lahko sneg doseže 250–350 cm. Plazovi so pogosti.
Prevladujoča smer vetra je zahodna in severozahodna, pogosta pa sta tudi južni in jugozahodni veter.   Hitrost vetra lahko na visokih grebenih doseže 34–40 m / s, najvišja pa je bila februarja in marca, najnižja pa avgusta in septembra. Odstotek dni brez vetra se poleti in jeseni poveča na 30–40 % na nižji nadmorski višini in na 10–15 % na višji. V najvišjem območju odstotek ne presega 5–7 % letno.

## Hidrologija
Pirin tvori razvodje med porečjema rek Struma in Mesta. Povodje sledi glavnemu grebenu gorovja v smeri severozahod proti jugovzhodu. Ker je glavni greben bliže dolini Meste, so pritoki Strume navadno daljši. Reke so kratke, strme in z veliko vodno količino; rečno dno je kamnito ali zasuto z velikimi sedimenti. Pretok vode je najvišji maja in junija, najnižji pa septembra. Večinoma izvirajo iz taljenja snega in ledeniških jezer spomladi in poleti ter skoraj izključno iz podtalnice pozimi. Reke in potoki tvorijo številne skočnike in slapove, vendar na splošno niso tako visoki kot v Rili ali na Balkanu. Najvišji je Popinolaški slap, ki meri približno 12 m.  Pirin je vir 10 pritokov Strume, vključno s Pirinsko Bistrico, Sandansko Bistrico, Melniško reko in Vlahino, pa še 10 pritokov Meste, kot so Iztok, Disilica in Retiže. Z 53 km ke Pirinska Bistrica najdaljša reka v masivu. Pirin ima obilico mineralnih izvirov, saj spada med najbogatejša območja v Bolgariji. Glede na kemijsko sestavo jih delimo v dve termalni skupini - v porečjih Meste in Strume. Izviri v porečju Meste proti vzhodu so bolj alkalni, z manjšo mineralizacijo (pod 400 mg / l) in prevodnostjo; tisti na zahodnih pobočjih dosegajo višje temperature, do 86 ° C. 
V gorskem območju je 176 ledeniških jezer, vsa v Severnem Pirinu. Od tega jih je 119 trajnih, ostala pa se poleti izsušijo. Približno 65 % jih je na severovzhodnem območju in se izlivajo v porečje Meste; ostalih 35 % je proti jugozahodu, njihova voda pa teče v pritoke Strume. Približno 90 % jezer gnezdi med 2100 m in 2450 m. Na nadmorski višini 2710 m je zgornje Poležansko jezero najvišje v Pirinu, pa tudi v Bolgariji in na Balkanskem polotoku. Skupna površina vseh jezer je 18 km²; največje je Popovo jezero s 123.600 m², kar ga uvršča na četrto največje ledeniško jezero v državi. Z 29,5 m globine je tudi najgloblje jezero in drugo v Bolgariji. Voda je prozorna do 15 m. Mnoga jezera so večino leta prekrita z ledom. Debelina ledu v najvišjih jezerih doseže 3 m. Jezera in jezerske skupine so:
- Popovo jezero – 11
- Kremensko jezero – 5
- Banderiško jezero – 16
- Vasilaško jezero – 12
- Valyaviško jezero – 10
- Čairsko jezero – 10
- Vlahino jezero – 5
- Malokameniško jezero – 20
- Prevalsko jezero – 4
- Bašliisko jezero – 4
- Poležansko jezero – 2
- Tipitsko jezero – 2
- Sinaniško jezero
- Bezbožko jezero
- Jezero Salzica

Na Pirinu sta tudi dva majhna ledenika, ostanka zadnje ledene dobe. Snežnik je v globoki krnici Golemija Kazan ob strmem severnem vznožju Vihrena in je najjužnejši ledenik v Evropi. Ledenik Banski Suhodol je večji in je nekoliko severno pod grebenom Končeta. 

## Narava
Vegetacija Pirina je vertikalno razdeljena na pet različnih višinskih območij: mediteransko, listavce, iglavce, ki končujejo drevesni pas, ki dosega približno 2000 m višine, grmičevje, ki tvori subalpski pas do 2500 m in alpske travnike, imenovane tudi alpski pas nad 2500 m. V sredozemski coni med drugim prevladujejo hrast (Quercus pubescens) in kraški gaber (Carpinus orientalis), listopadno območje hrasta doba (Quercus robur) in bukve (Fagus sylvatica), iglavcev - balkanski bor (Pinus peuce), munika (Pinus holdreichii) in rdeči bor (Pinus sylvestris). Subalpski pas je v glavnem prekrit s pritlikavim planinskim borom (Pinus mugo) in navadnim brinom (Juniperus communis). Alpski pas je prekrit s travo, mahom, lišaji in borovnicami ter redkimi cvetovi, kot je planika (Leontopodium alpinum). V Pirinu je najstarejše drevo v Bolgariji, 1300-letni bor Baikušev - munika, ki je sodobnik ustanovitve bolgarske države leta 681.
Skupno število vaskularnih rastlin je 1315 vrst ali približno 1/3 flore Bolgarije, od katerih je veliko redkih in zaščitenih. Pirin ima endemičnih 18 vrst, vključno s pirinskim makom (Papaver degenii), pirinska trava (Poa pirinica), Oxytropis urumovii in še 17 taksonov, omejenih samo na Bolgarijo, skupaj 35 bolgarskih endemičnih vrst. Nevaskularne rastline predstavlja 165 alg, 329 mahov in 367 lišajev.
Živalstvo vretenčarjev Pirina sestavlja 229 vrst. Sesalcev je 45 vrst med njimi rjavi medved, volk, divja mačka, kuna zlatica, divja svinja, navadni jelen, srna in gams. Skupno število vrst ptic je 159, vključno s tremi relikti – koconogi čuk, belohrbti detel (Dendrocopos leucotos) in triprsti detel (Picoides tridactylus), ter številne plenilske ptice, na primer orel mali klinkač, mali orel, planinski orel, kačar, sokol plenilec, sokol selec, itd. Obstaja 11 plazilcev, 8 dvoživk in 6 vrst rib. Do sedaj odkritih nevretenčarjev je 2091, vendar ostajajo slabo raziskani in se bodo povečal.
Bogata divjad v gorovju je zaščitena v narodnem parku Pirin, ustanovljenem leta 1962, ki je bil leta 1983 vpisan na seznam Unescove svetovne dediščine. Park obsega površino 403,32 km² in vključuje dva naravna rezervata, Bajuvi Dupki – Džindžirica] in Julen. V Pirinu sta še dva rezervata izven meja narodnega parka, Tisata in Oreljak.

## Zgodovina
Zaradi rodovitnega vznožja in ugodnega terena za obrambo je bil Pirin neprestano naseljen že od prazgodovine. Na zahodnem vznožju vzdolž doline reke Struma in v dolini Razlog so odkrili arheološke ostaline, ki so jih zapustili Tračani. Ker je Rimsko cesarstvo območje pripojilo do 1. stoletja pred našim štetjem, se je število naselij še naprej širilo. V zgodnjem srednjem veku so območje okoli Pirina poseljevala slovanska plemena skupaj z večino Balkana, Bolgarsko cesarstvo pa je prevzelo v 9. stoletju. Skozi srednji vek je Pirin ostajal sporen med Bolgarskim in Bizantinskim cesarstvom, dokler ga v poznem 14. stoletju niso osvojili Osmanski Turki. Prebivalstvo regije je imelo dejavno vlogo med bolgarskim narodnim preporodom in bojem za narodno osvoboditev. Pomembni bolgarski razsvetitelj iz 18. stoletja Paisius Hilendar in avtor Istorija Slavjanobolgarskaja se je rodil v Banskem ob severnem vznožju Pirina. Bolgarija je osvoboditev dosegla leta 1878, vendar je zaradi sklepov berlinskega kongresa Pirin ostal v Osmanskem cesarstvu. V odgovor na to se je lokalno prebivalstvo v Pirinu uprlo vstaji Kresna – Razlog (1878–1879) in kasneje sodelovalo v Ilindensko-preobrazbeni vstaji (1903), a so oba Osmani zatrli. Območje je dokončno osvobodila bolgarska vojska oktobra 1912 med prvo balkansko vojno (1912–1913).

## Naselja, promet in gospodarstvo
Pirin je redko poseljeno gorsko območje z vsemi naselji v vznožju in nobeno na sami gori. Administrativno sodi v celoti v okraj Blagoevgrad. Od severa proti jugu so v zahodnem vznožju štiri mesta, obrnjena proti dolini reke Struma in sicer Simitli (6677 prebivalcev leta 2016), [59] Kresna (3267), Sandanski (26.023) in Melnik (170) ) ter še tri proti severu in vzhodu - Bansko (7369), Dobrinište (2377) in Goce Delčev (19.087). Obstaja več vasi, med drugim tudi Brežani, Vlahi, Ploski, Liljanovo, Džigurovo, Gorna Šušica, Kašina, Pirin, Belyovo, Novo Delčevo, Kremen, Breznica, Dobrotino, Kornica, Lažnitica, itd.
Pirin se oskrbujeta dve glavni cesti - prvega reda I-1, del evropske poti E79, po dolini Strume na zahodu, ki glavno mesto Sofijo in okrajno središče Blagoevgrad povezuje z Grčijo pri Kulati in cesta drugega reda II- 19, ki se pri Simitliju odcepi od I-1, gre proti vzhodu čez sedlo Predel in nato zavije proti jugu po dolini Meste do Goce Delčeva in meje z Grčijo pri Ilindenu. Strumska avtocesta naj bi potekala vzporedno s cesto I-1, en odsek med Novim Delčevum in mejo je že dokončan, drugi pa bo povezal Novo Delčevo in Kresno v gradnji od leta 2017. Zaradi razgibanega reliefa Pirin prečka samo ena cesta, cesta tretjega reda III-198, ki povezuje I-1 in II-19 preko sedla Paril med Centralnim in Južnim Pirinom. Gorsko območje oskrbujejo bolgarske državne železnice po železniški progi št. 5 vzdolž doline reke Struma na zahodu in ozkotirne proge Septemvri – Dobrinište s koncem v slednjem ob severnem vznožju.
Gospodarstvo temelji na kmetijstvu, industriji, storitvah in turizmu. Obstajajo majhna nahajališča sub bituminoznega premoga, pa tudi velike količine visokokakovostnega marmorja, ki se predeluje v Sandanskem, del proizvodnje pa se izvozi. Zgrajenih je bilo več manjših hidroelektrarn, predvsem ob reki Sandanski Bistrici. Reke se uporabljajo tudi za namakanje. Gozdovi pokrivajo 1996 km² ali 5,5 % celotne bolgarske države in so zaradi kakovostnega lesa komercialnega pomena. Ker je sečnja omejena na zavarovanih območjih, lesnopredelovalna industrija v Pirinu predstavlja 3,5 % celotne proizvodnje države v tem sektorju. Spodnji deli gorovja ponujajo ugodne pogoje za poljedelstvo, najpomembnejši pridelki so grozdje, arašidi, tobak in janež. Regija okoli Melnika slovi po stoletni tradiciji pridelave izrazitih rdečih vin. Predelovalna industrija so centri v Sandanskem, Goce Delčevu, Banskem in Simitliju; glavni sektorji so predelava hrane, strojegradnja in proizvodnja pohištva. 

## Turizem
Ugodni naravni pogoji za zimske športe, zdravilišča in rekreacijo v kombinaciji z arhitekturno dediščino delajo Pirin priljubljeno turistično destinacijo. Bansko je daleč najbolj razvito zimsko letovišče v gorskem območju, saj je tudi najbolj priljubljeno za tujce - več kot 79.000 tujih turistov je v zimskem obdobju 2016/17 v Banskem prebivalo več kot štiri noči. Bansko ima 75 km smučarskih prog, opremljenih s stroji za umetno zasneževanje in 22 km žičnic ter zagotavlja pogoje za alpsko smučanje, tek na smučeh, biatlon, deskanje itd. Zgornja višina je 2560 m, najnižja pa 990 m. Bansko redno gosti evropske alpske smučarske in biatlonske pokale. Drugo veliko manjše letovišče je Dobrinište s 5 km smučarskih prog.
Obilni mineralni izviri so pogoj za zdraviliški in spa turizem. Najbolj razvita zdravilišča so Dobrinište in Sandanski. Prvi ima 17 izvirov s skupnim izpustom 782 l / min in temperaturo od 28 ° C do 41,2 ° C, med drugimi objekti pa ima tudi mineralno plažo. V Sandanskem je 11 izvirov s skupnim izpustom 1200 l / min in temperaturo od 33 ° C do 83 ° C, ki se uporabljajo že od antike. Druge mineralne kopeli so v Banskem, Banji, Vlahi, Dolni Gradešnici, Levunovo, Marikostinovo, Musomišta, Oštava, Simitli in Hotovo.
V mejah Pirinskega narodnega parka je 20 označenih pohodniških poti. Strme skale v severnem Pirinu zagotavljajo ugodne pogoje za alpsko plezanje. Najbolj priljubljena mesta za treniranje plezanja so severna stena Vihrena, pa tudi vrhovi Kamenica, Banski Suhodol, Sinanica in Džengal. Golf klub Pirin v bližini Banskega ima igrišča za golf z 18 in 5 luknjami.
Tudi kulturni turizem je dobro razvit. Melnik je bil razglašen za arhitekturni rezervat in eno od 100 turističnih znamenitosti Bolgarije. Med glavnimi znamenitostmi so ruševine srednjeveške trdnjave in cerkev svetega Miklavža, pa tudi številne hiše v slogu narodnega preporoda, kot je Kordopulova hiša. Nekaj kilometrov vzhodno od mesta je samostan Rožen, največji na Pirinu. Samostan je bil ustanovljen v začetku 13. stoletja v času drugega bolgarskega cesarstva in ima obliko nepravilnega šesterokotnika. Obstajajo freske iz 16. stoletja. Samostan Rožen je bil regijsko središče za učenje in kaligrafijo. V neposredni bližini samostana je cerkev svetih Cirila in Metoda, ki je bila zgrajena na pobudo uglednega bolgarskega revolucionarja Janea Sandanskega, v katerem je danes njegov grob. Mesto Sandanski se ponaša z ruševinami episkopske bazilike 5. stoletja, ki je bila pred kratkim obnovljena. Bansko ima tudi staro četrt s hišami iz 18. do 19. stoletja in cerkvijo Svete Trojice, katere 30 metrov visok zvonik je simbol mesta.

## Čast
Ledenik Pirin v Grahamovi deželi na Antarktiki je dobil ime po Pirinskem masivu. 

## Galerija
- Zgornje Vasilaško jezero
- Popinolaški slap
- Vrh Todorka
- Banderiško jezero
- Jezero Sinanica
- Panorama Pirina